# Сантовенія-де-ла-Вальдонсіна
Сантовенія-де-ла-Вальдонсіна (ісп. Santovenia de la Valdoncina) — муніципалітет в Іспанії, у складі автономної спільноти Кастилія-і-Леон, у провінції Леон. Населення — 1969 осіб (2010).
Муніципалітет розташований на відстані близько 290 км на північний захід від Мадрида, 8 км на південний захід від Леона.
На території муніципалітету розташовані такі населені пункти: (дані про населення за 2010 рік)
- Рібасека: 461 особа
- Сантовенія-де-ла-Вальдонсіна: 168 осіб
- Вільяседре: 702 особи
- Вільянуева-дель-Карнеро: 330 осіб
- Кінтана-де-Ранерос: 308 осіб

## Демографія
Динаміка населення (INE ):